# Compsodecta defloccata
Compsodecta defloccata là một loài nhện trong họ Salticidae.
Loài này thuộc chi Compsodecta. Compsodecta defloccata được Elizabeth Maria Gifford Peckham & George William Peckham miêu tả năm 1901.